# اليكسندر سشميدت
اليكسندر سشميدت (بالألمانية: Alexander Schmidt) (19 يناير 1998 بفيينا في النمسا - ) هو لاعب كرة قدم نمساوي في مركز الهجوم.

## روابط خارجية
- اليكسندر سشميدت على موقع قاعدة بيانات كرة القدم.إي يو (الإنجليزية)
- اليكسندر سشميدت على موقع Soccerway.com (الإنجليزية)
- اليكسندر سشميدت على موقع عالم كرة القدم.نت (الإنجليزية)